# Énergie orbitale spécifique

Vecteur de distance, vecteur de vitesse, anomalie vraie et angle de vol de en orbite autour de. Les principales grandeurs de l'ellipse sont aussi dans la figure.

En mécanique spatiale, l'énergie orbitale spécifique {\displaystyle \epsilon } de deux corps orbitants est la somme constante de leur énergie potentielle mutuelle ({\displaystyle \epsilon _{p}\,\!}) et de l'énergie cinétique totale ({\displaystyle \epsilon _{k}\,\!}), divisé par leur masse réduite {\displaystyle m={1 \over {{1 \over m_{1}}+{1 \over m_{2}}}}={{m_{1}m_{2}} \over {m_{1}+m_{2}}}\ }, sachant que  {\displaystyle {\frac {1}{m}}={\frac {1}{m_{1}}}+{\frac {1}{m_{2}}}}. Selon l'équation de la force vive, selon la Loi universelle de la gravitation, cela donne l'équation qui ne varie pas avec le temps :
{\displaystyle \epsilon =\epsilon _{k}+\epsilon _{p}\!}
Considérant le mouvement d'un satellite ou une sonde autour d'un attracteur, en l'absence de perturbations orbitales spécifique de l'énergie totale, {\displaystyle \epsilon } est conservée. L'équation est :
Pour chaque point de la trajectoire la loi de la conservation de l'énergie orbitale spécifique :
{\displaystyle \epsilon =\epsilon _{k}+\epsilon _{p}={v^{2} \over {2}}-{\mu  \over {r}}}
où
- {\displaystyle \varepsilon _{p}} est l'énergie potentielle de l'orbite spécifique ;
- {\displaystyle \varepsilon _{k}} est l'énergie cinétique de l'orbite spécifique ;
- {\displaystyle v} est le module de vitesse orbitale au point considéré ;
- {\displaystyle r} est le module du vecteur d'état orbital au point considéré ;
- {\displaystyle \mu } est le paramètre gravitationnel standard des objets.

L'unité SI de l'énergie orbitale spécifique est : J/kg = m2s−2.

## Conditions préalables
Certaines conditions, déjà connues de Loi universelle de la gravitation selon Newton, doivent d'abord être posées pour simplifier ce qui suit.
Deux masses en forme de point {\displaystyle m_{1}} et {\displaystyle m_{2}} sont dans le vide à la distance {\displaystyle r} l'une de l'autre. Seule la force de gravitation {\displaystyle {\vec {F}}=G{\frac {m_{1}m_{2}}{r^{2}}}{\frac {\vec {r}}{r}}} agit, instantanément et quelle que soit la distance. Le système de coordonnées est inertiel.
En plus il est supposé que {\displaystyle m_{1}\gg m_{2}}. Il y a donc {\displaystyle m_{1}}, le corps central, dans l'origine du système de coordonnées et {\displaystyle m_{2}} est le satellite qui tourne autour. La masse réduite est égale à {\displaystyle m_{2}}. L'équation du problème à deux corps
{\displaystyle {\ddot {\vec {r}}}=-{\frac {\mu }{r^{2}}}{\frac {\vec {r}}{r}}}
décrit le mouvement. {\displaystyle \mu =Gm_{1}} est le paramètre gravitationnel standard et {\displaystyle {\vec {r}}} (valeur absolue {\displaystyle r}) est le vecteur de distance qui pointe depuis le corps central au satellite parce que la masse du satellite est négligeable.
C'est important de ne pas confondre le paramètre gravitationnel standard {\displaystyle \mu } avec la masse réduite dont le symbole est souvent {\displaystyle \mu } également.

## Énergie orbitale spécifique
On obtient l'énergie orbitale spécifique en multipliant l'équation du problème à deux corps avec le vecteur {\displaystyle {\vec {v}}} selon un produit scalaire
{\displaystyle {\vec {v}}\cdot {\ddot {\vec {r}}}=-{\vec {v}}\cdot {\frac {\mu }{r^{2}}}{\frac {\vec {r}}{r}}}
La figure à droite donne les relations
- {\displaystyle {\ddot {\vec {r}}}={\dot {\vec {v}}}}
- {\displaystyle v\cos({\frac {\pi }{2}}-\theta )={\dot {r}}} (le changement du composant radial de {\displaystyle {\vec {r}}}, ne pas confondre avec la valeur absolue {\displaystyle v} de {\displaystyle {\vec {v}}})
- {\displaystyle {\vec {r}}\cdot {\vec {v}}=rv\cos({\frac {\pi }{2}}-\theta )=r{\dot {r}}}

avec les différentielles suivantes
- {\displaystyle {\frac {\mathrm {d} ({\frac {v^{2}}{2}})}{\mathrm {d} t}}=v{\dot {v}}}
- {\displaystyle {\frac {\mathrm {d} (-{\frac {\mu }{r}})}{\mathrm {d} t}}={\frac {\mu }{r^{2}}}{\dot {r}}}

l'équation devient
{\displaystyle v{\dot {v}}+{\dot {r}}{\frac {\mu }{r^{3}}}r={\frac {\mathrm {d} ({\frac {v^{2}}{2}})}{\mathrm {d} t}}+{\frac {\mathrm {d} (-{\frac {\mu }{r}})}{\mathrm {d} t}}=0}
Cela veut dire que la somme est constante (grandeur conservée). Et cette somme est exactement l'énergie par unité de masse du satellite, on reconnait l'énergie cinétique par unité de masse {\displaystyle {\tfrac {v^{2}}{2}}} et l'énergie potentielle par unité de masse {\displaystyle -{\tfrac {\mu }{r}}} 
{\displaystyle \epsilon ={\frac {v^{2}}{2}}-{\frac {\mu }{r}}+c=const.}
avec la constante d'intégration {\displaystyle c}, qui peut être fixée au choix selon où {\displaystyle \epsilon =0}. En général on choisit {\displaystyle c=0} .
En clair l'équation dit que l'énergie orbitale augmente avec la distance entre le satellite et le corps central et avec la vitesse du satellite. La convention {\displaystyle c=0} équivaut à ce que l'énergie orbitale spécifique est négative lorsque le satellite repose sur la surface ou est en orbite fermée. L'énergie est positive quand le satellite est en évasion du champ de gravité.

## Équation de la force vive
L'équation de l'énergie orbitale spécifique peut être transformée dans la forme traditionnelle de l'équation de la force vive. Il suffit de considérer l'énergie orbitale à une seule position sur l'orbite (elle est constante), par exemple en périapside. Avec le moment cinétique spécifique {\displaystyle h} la vitesse est
{\displaystyle v_{p}={\frac {h}{r_{p}}}}
Pour un mouvement képlérien il convient
- {\displaystyle h={\sqrt {\mu p}}={\sqrt {\mu a(1-e^{2})}}}
- {\displaystyle r_{p}=a(1-e)}

Pour résumer, l'énergie orbitale spécifique est :
{\displaystyle \epsilon ={\frac {v_{p}^{2}}{2}}-{\frac {\mu }{r_{p}}}={\frac {\mu a(1-e^{2})}{2a^{2}(1-e)^{2}}}-{\frac {\mu }{a(1-e)}}=-{\frac {\mu }{2a}}}
à part pour un mouvement parabolique où {\displaystyle e=1}.
Quelques changements simples donnent la forme traditionnelle de l'équation de la force vive 
{\displaystyle v^{2}=\mu \left({\frac {2}{r}}-{\frac {1}{a}}\right)}
Le rapport important {\displaystyle \epsilon =-{\tfrac {\mu }{2a}}} dit clairement que l'énergie d'un satellite dépend uniquement du paramètre gravitationnel standard et du demi-grand axe de l'orbite.
Cela est valable pour l'orbite elliptique : {\displaystyle a>0}, {\displaystyle \epsilon <0}, qui contient l'orbite circulaire comme cas spécial {\displaystyle a=r} ; et pour l'orbite hyperbolique: {\displaystyle a<0}, {\displaystyle \epsilon >0}. Dans le cas limite de l'orbite parabolique, l'énergie est 0. Le satellite se trouve alors à la limite entre capté dans le champ gravitationnel du corps central et évasion du champ gravitationnel du corps central.

## Exemples
| Orbite terrestre                                                                      | Distance entre les centres | Altitude au dessus de la surface terrestre | Vitesse orbitale                               | Période de révolution  | Énergie orbitale spécifique |
| ------------------------------------------------------------------------------------- | -------------------------- | ------------------------------------------ | ---------------------------------------------- | ---------------------- | --------------------------- |
| En repos à l'équateur sur la surface de la Terre (valeur comparative, pas une orbite) | 6 378 km                   | 0 km                                       | 465,1 m/s                                      | 1 jour (24h)           | −62,6 MJ/kg                 |
| Orbite à hauteur de la surface de la Terre (équateur)                                 | 6 378 km                   | 0 km                                       | 7.9 km/s                                       | 1 h 24 min 18 s        | −31,2 MJ/kg                 |
| Orbite terrestre basse                                                                | 6 600 à 8 400 km           | 200 à 2000 km                              | Cercle: 6,9 à 7,8 km/s Ellipse: 6,5 à 8,2 km/s | 1 h 29 min à 2 h 8 min | −29,8 MJ/kg                 |
| Orbite de Molnia                                                                      | 6 900 à 46 300 km          | 500 à 39 900 km                            | 1,5 à 10,0 km/s                                | 11 h 58 min            | −4,7 MJ/kg                  |
| Orbite géostationnaire                                                                | 42 000 km                  | 35 786 km                                  | 3,1 km/s                                       | 23 h 56 min            | −4,6 MJ/kg                  |
| Orbite de la Lune                                                                     | 363 000 à 406 000 km       | 357 000 à 399 000 km                       | 0,97 à 1,08 km/s                               | 27,3 jours             | −0,5 MJ/kg                  |